# SIE Japan Studio
Sony Interactive Entertainment Japan Studio (SCEJ) (ソニー・コンピュータ・エンタテインメント・ジャパン・スタジオ?) fue una first-party japonesa de la empresa matriz Sony Interactive Entertainment (SIE), más conocida por las series Ape Escape, LocoRoco, Patapon, Gravity Rush y Knack, entre otros títulos.
Sony anunció el cierre del estudio en febrero de 2021 debido a una reestructuración en sus equipos de desarrollo.

## Visión general de la compañía
Japan Studio operaba como parte de  Sony Interactive Entertainment Worldwide Studios. El grupo de desarrollo también incluía a Team ICO, que es conocido por los juegos PlayStation 2 Ico y Shadow of the Colossus, y Project Siren, conocido por la serie  Siren y los títulos de PlayStation Vita Gravity Rush y  Soul Sacrifice. [cita requerida] Dentro de Sony, Sugar & Rockets, un equipo de desarrollo interno conocido anteriormente como Exact, trabajó en juegos como  Ghost in the Shell, Geograph Seal, Jumping Flash!, Robbit Mon Dieu, y Covert Ops: Nuclear Dawn.

## Videojuegos
| Título                                                      | Año de lanzamiento | Plataforma(s)                       | Información adicional                              |  |
| ----------------------------------------------------------- | ------------------ | ----------------------------------- | -------------------------------------------------- |  |
| Ape Escape                                                  | 1999               | PlayStation                         |                                                    |  |
| The Legend of Dragoon                                       | 2000               | PlayStation                         |                                                    |  |
| Pipo Saru 2001                                              | 2001               | PlayStation 2                       |                                                    |  |
| Ape Escape 2                                                | 2002               | PlayStation 2                       |                                                    |  |
| Ico                                                         | 2001               | PlayStation 2                       | Desarrollado con Team Ico                          |  |
| Forbidden Siren                                             | 2004               | PlayStation 2                       | Desarrollado con Project Siren                     |  |
| Ape Escape Academy                                          | 2004               | PlayStation Portable                |                                                    |  |
| Ape Escape: On The Loose                                    | 2005               | PlayStation Portable                |                                                    |  |
| Rogue Galaxy                                                | 2005               | PlayStation 2                       | Desarrollado con Level-5                           |  |
| Ape Escape 3                                                | 2005               | PlayStation 2                       |                                                    |  |
| Shadow of the Colossus                                      | 2005               | PlayStation 2                       | Desarrollado con Team Ico                          |  |
| Siren 2                                                     | 2006               | PlayStation 2                       | Desarrollado con Project Siren                     |  |
| LocoRoco                                                    | 2006               | PlayStation Portable                |                                                    |  |
| Mainichi Issho                                              | 2006               | PlayStation 3, PlayStation Portable | Desarrollado con Game Arts and Bexide              |  |
| Piyotama                                                    | 2007               | PlayStation 3, PlayStation Portable |                                                    |  |
| LocoRoco Cocoreccho!                                        | 2007               | PlayStation 3                       |                                                    |  |
| Boku no Natsuyasumi 3                                       | 2007               | PlayStation 3                       | Desarrollado con Millennium Kitchen                |  |
| The Eye of Judgment                                         | 2007               | PlayStation 3                       |                                                    |  |
| Patapon                                                     | 2007               | PlayStation Portable                | Desarrollado con Pyramid                           |  |
| Echochrome                                                  | 2008               | PlayStation 3, PlayStation Portable |                                                    |  |
| Siren: Blood Curse                                          | 2008               | PlayStation 3                       | Desarrollado con Project Siren                     |  |
| The Last Guy                                                | 2008               | PlayStation 3                       |                                                    |  |
| LocoRoco 2                                                  | 2008               | PlayStation Portable                |                                                    |  |
| White Knight Chronicles                                     | 2008               | PlayStation 3                       | Desarrollado con Level-5                           |  |
| LocoRoco Midnight Carnival                                  | 2009               | PlayStation Portable                |                                                    |  |
| Demon's Souls                                               | 2009               | PlayStation 3                       | Producido con FromSoftware                         |  |
| Trash Panic                                                 | 2009               | PlayStation 3                       |                                                    |  |
| Patapon 2                                                   | 2009               | PlayStation Portable                | Desarrollado con Pyramid                           |  |
| Numblast                                                    | 2009               | PlayStation 3                       |                                                    |  |
| The Eye of Judgment: Legends                                | 2010               | PlayStation Portable                |                                                    |  |
| Patchwork Heroes                                            | 2010               | PlayStation Portable                | Desarrollado con Acquire                           |  |
| White Knight Chronicles II                                  | 2010               | PlayStation 3                       | Desarrollado con Level-5                           |  |
| Kung Fu Rider                                               | 2010               | PlayStation 3                       |                                                    |  |
| No Heroes Allowed (What Did I Do to Deserve This, My Lord?) | 2010               | PlayStation Portable                | Desarrollado con Acquire                           |  |
| Beat Sketcher                                               | 2010               | PlayStation 3                       | Desarrollado con Will co., Ltd                     |  |
| Ape Escape Fury! Fury!                                      | 2010               | PlayStation 3                       |                                                    |  |
| Echochrome II                                               | 2010               | PlayStation 3                       |                                                    |  |
| White Knight Chronicles: Origins                            | 2011               | PlayStation Portable                | Desarrollado con Matrix Software                   |  |
| Bleach: Soul Resurrección                                   | 2011               | PlayStation 3                       | Desarrollado con Racjin                            |  |
| Patapon 3                                                   | 2011               | PlayStation Portable                | Desarrollado con Pyramid                           |  |
| Gravity Rush                                                | 2012               | PlayStation Vita                    | Desarrollado con Project Siren                     |  |
| Tokyo Jungle                                                | 2012               | PlayStation 3                       | Desarrollado con PlayStation C.A.M.P. and Crispy's |  |
| Open Me!                                                    | 2012               | PlayStation Vita                    | Desarrollado con PlayStation C.A.M.P.              |  |
| Soul Sacrifice                                              | 2013               | PlayStation Vita                    | Desarrollado con Marvelous AQL and Comcept         |  |
| Puppeteer                                                   | 2013               | PlayStation 3                       |                                                    |  |
| Rain                                                        | 2013               | PlayStation 3                       | Desarrollado con PlayStation C.A.M.P. and Acquire  |  |
| Knack                                                       | 2013               | PlayStation 4                       |                                                    |  |
| The Playroom                                                | 2013               | PlayStation 4                       |                                                    |  |
| Destiny of Spirits                                          | 2014               | PlayStation Vita                    | Desarrollado con Q Entertainment                   |  |
| Freedom Wars                                                | 2014               | PlayStation Vita                    | Desarrollado con Shift and Dimps                   |  |
| Soul Sacrifice Delta                                        | 2014               | PlayStation Vita                    | Desarrollado con Marvelous AQL and Comcept         |  |
| Bloodborne                                                  | 2015               | PlayStation 4                       | Producido con FromSoftware                         |  |
| Gravity Rush Remastered                                     | 2015               | PlayStation 4                       | Desarrollado con Project Siren y Bluepoint Games   |  |
| The Playroom VR                                             | 2016               | PlayStation 4                       |                                                    |  |
| The Tomorrow Children                                       | 2016               | PlayStation 4                       | Desarrollado con Q-Games                           |  |
| The Last Guardian                                           | 2016               | PlayStation 4                       | Desarrollado con genDESIGN                         |  |
| Gravity Rush 2                                              | 2017               | PlayStation 4                       | Desarrollado con Project Siren (as Team Gravity)   |  |
| V! What Did I Do to Deserve This, My Lord? R                | 2017               | PlayStation 4                       | Desarrollado con Acquire                           |  |
| New Hot Shots Golf                                          | 2017               | PlayStation 4                       | Desarrollado con Clap Hanz                         |  |
| No Heroes Allowed! DASH!                                    | 2017               | iOS, Android                        |                                                    |  |
| Knack 2                                                     | 2017               | PlayStation 4                       |                                                    |  |
| Shadow of the Colossus (videojuego de 2018)                 | 2018               | PlayStation 4                       | Desarrolado con Bluepoint Games                    |  |
| Astro Bot Rescue Mission                                    | 2018               | PlayStation 4                       |                                                    |  |
| Demon's Souls (videojuego de 2020)                          | 2020               | PlayStation 5                       | Producido con Bluepoint Games                      |  |
| Astro's Playroom                                            | 2020               | PlayStation 5                       |                                                    |  |